# Enteropsis ruber
Enteropsis ruber is een eenoogkreeftjessoort uit de familie van de Enteropsidae. De wetenschappelijke naam van de soort is voor het eerst geldig gepubliceerd in 1864 door Hesse.